# 阿利亞加河
阿利亞加河（烏克蘭語：Аліяга），是烏克蘭的河流，位於該國西南部，發源自塔魯季涅西南面，流經敖德薩州，最終注入基泰湖，河道全長65公里，流域面積467平方公里。